# Radon-Raum
Ein Radon-Raum ist ein topologischer Raum {\displaystyle M}, auf dem jedes borelsche Wahrscheinlichkeitsmaß von innen regulär ist. Da ein Wahrscheinlichkeitsmaß global endlich und damit ein lokal endliches Maß ist, ist jedes Wahrscheinlichkeitsmaß auf einem Radon-Raum auch ein Radonmaß. Insbesondere ist ein separabler vollständiger metrischer Raum {\displaystyle (M,d)} ein Radon-Raum.
Radon-Räume wurden nach Johann Radon benannt.

## Referenzen
- Ambrosio, L., Gigli, N. & Savaré, G.: Gradient Flows in Metric Spaces and in the Space of Probability Measures. Hrsg.: ETH Zürich, Birkhäuser Verlag. Basel 2005, ISBN 3-7643-2428-7.